# Bahnhof Berlin-Heiligensee
Der Bahnhof Berlin-Heiligensee ist ein Bahnhof der Berliner S-Bahn im Berliner Ortsteil Heiligensee des Bezirks Reinickendorf. Die an der Kremmener Bahn gelegene Station ist in stadtauswärtiger Fahrtrichtung die letzte auf Berliner Gebiet.

## Geschichte

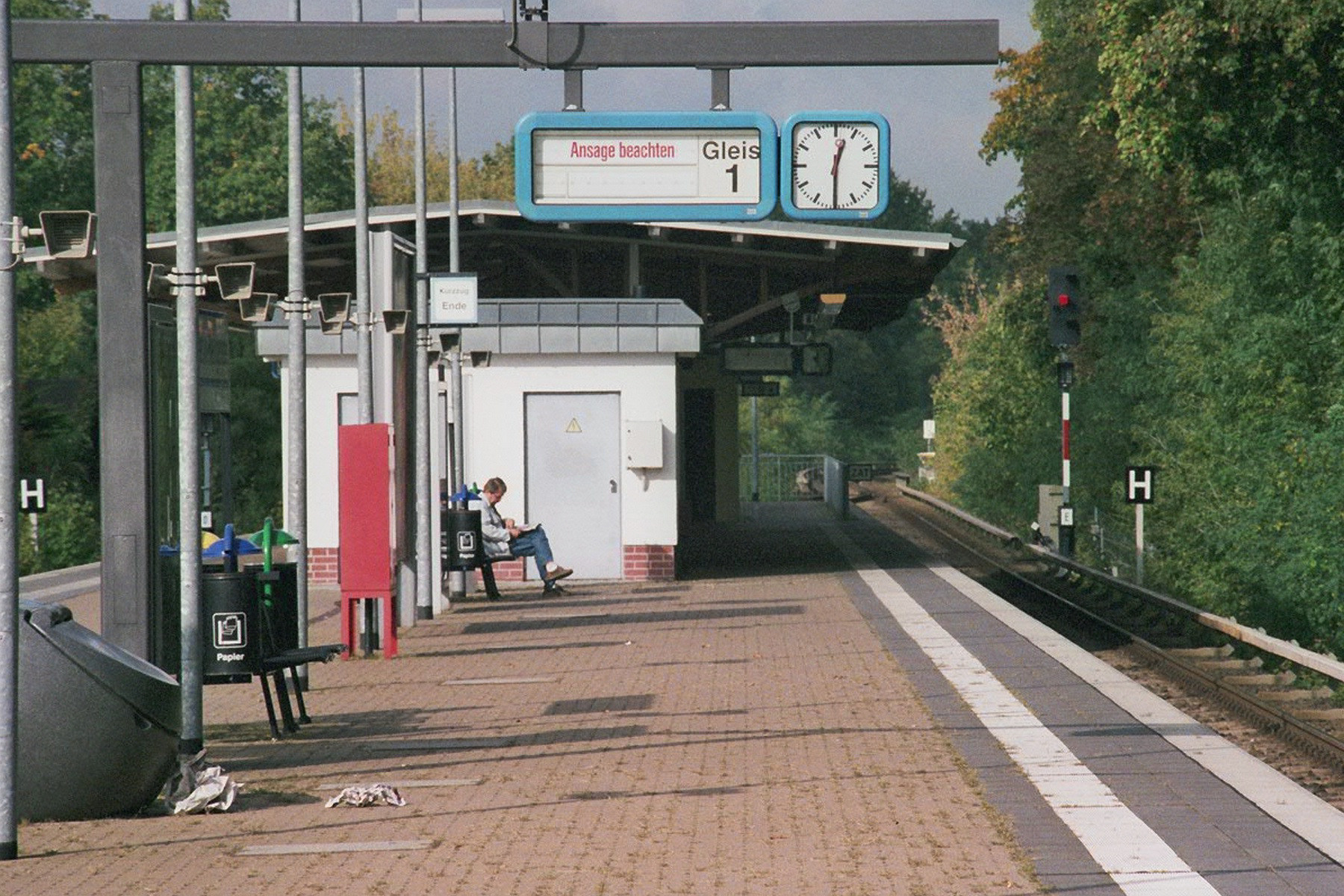
Rund die Hälfte des Bahnsteigs ist überdacht

Für den Güterverkehr wurde der Bahnhof Heiligensee bereits am 1. August 1893 eröffnet. Für den Personenverkehr wurde er am 1. Mai 1897 freigegeben. Der Mittelbahnsteig wurde 1925–1926 in zwei Etappen neu gebaut und dabei auch hochgelegt. Der Zugang befindet sich am nordöstlichen Ende. Ein Holzsatteldach, das den Bahnsteig überspannt, wurde errichtet. Die Aufnahme des elektrischen Vorortverkehrs erfolgte zum 16. März 1927.
Bereits vor dem Zweiten Weltkrieg fuhr die S-Bahn im 20-Minuten-Takt. Aufgrund von Kriegsschäden war der Betrieb von April bis September 1945 eingestellt worden.
Mit dem Mauerbau am 13. August 1961 wurde der ins Umland herausführende Verkehr unterbrochen und Heiligensee zum Endbahnhof auf West-Berliner Gebiet. Nach der Übergabe des S-Bahn-Verkehrs von der Reichsbahn an die Berliner Verkehrsbetriebe zum 9. Januar 1984 erfolgte die Stilllegung der Kremmener Bahn auf Berliner Gebiet.
Erst nach grundlegender Erneuerung der Strecke Berlin-Schönholz – Hennigsdorf (der Bahndamm war teilweise für den Bau der A 111 abgetragen worden) wurde der Bahnhof mit der wieder eröffneten Teilstrecke zwischen Tegel und Hennigsdorf am 15. Dezember 1998 erneut in Betrieb genommen. Er wird seitdem von der S-Bahn-Linie S25 bedient.
Das Land Berlin hat bei der Deutschen Bahn die Herstellung eines südlichen Zugangs bestellt, hierzu soll der bestehende Fußgängertunnel erneuert und entsprechend verlängert werden. Die Umsetzung ist im Zuge der Grunderneuerung der Bahnstrecke seit 2017 geplant.

## Anbindung
Der S-Bahnhof wird gegenwärtig von der Linie S25 der Berliner S-Bahn bedient. Es bestehen Umsteigemöglichkeiten zum Omnibusverkehr der Berliner Verkehrsbetriebe.
| Linie | Verlauf |
| ----- | --- |
|       | Hennigsdorf – Heiligensee – Schulzendorf – Tegel – Eichborndamm – Karl-Bonhoeffer-Nervenklinik – Alt-Reinickendorf – Schönholz – Wollankstraße – Bornholmer Straße – Gesundbrunnen – Humboldthain – Nordbahnhof – Oranienburger Straße – Friedrichstraße – Brandenburger Tor – Potsdamer Platz – Anhalter Bahnhof – Yorckstraße – Südkreuz – Priesterweg – Südende – Lankwitz – Lichterfelde Ost – Osdorfer Straße – Lichterfelde Süd – Teltow Stadt |